# Antiochos (Koroplast)
Antiochos (altgriechisch Ἀντίοχος) war ein griechischer Koroplast, der im frühen Hellenismus (4./3. Jahrhundert v. Chr.) in Tralleis tätig war.
Antiochos ist nur von einer Signatur auf einer in Tralleis gefundenen Tonstatuette bekannt, die stilistisch den Koroplastiken aus der mysischen Stadt Myrina nahesteht.